# Chromatopterum nusantarum
Chromatopterum nusantarum är en tvåvingeart som beskrevs av Kanmiya och Junichi Yukawa 1985. Chromatopterum nusantarum ingår i släktet Chromatopterum och familjen fritflugor. Inga underarter finns listade i Catalogue of Life.